# Ralf Kellermann
Ralf Kellermann (Duisburg, 24 settembre 1968) è un allenatore di calcio ed ex calciatore tedesco, di ruolo portiere.
Tecnico della sezione femminile del Wolfsburg per nove stagioni consecutive, alla guida della squadra ha ottenuto tre titoli di campione di Germania, quattro coppe di Germania e due UEFA Women's Champions League, vincendo inoltre, nel 2014, il FIFA World Coach of the Year riservato agli allenatori di calcio femminile.

## Carriera
Nel 2013 alla guida del Wolfsburg ha vinto la Bundesliga, la DFB-Cup e la UEFA Women's Champions League.

## Palmarès

### Allenatore
- Frauen-Bundesliga: 3

Wolfsburg: 2012-2013, 2013-2014, 2016-2017
- DFB-Pokal der Frauen: 4

Wolfsburg: 2012-2013, 2014-2015, 2015-2016, 2016-2017
- UEFA Women's Champions League: 2

Wolfsburg: 2012-2013, 2013-2014